# ゲイル (出版社)
ゲイル (Gale) は、研究用ないしデジタル学習用の各種リソースを世界各地で提供している企業。同社は、アメリカ合衆国ミシガン州で、デトロイトの西方に位置している、ファーミントン・ヒルズに本拠を置いている。2007年からは、センゲージ傘下の一部門となっている。
かつてこの会社は、ゲイル・リサーチ (Gale Research)、ゲイル・グループ (Gale Group) などと名乗り、公共図書館、大学図書館、学校図書館や事業所などのために、調査研究をしたり、教育用の出版物を刊行したりすることに活発に取り組んでいた。同社は、雑誌や新聞の全文を収録したデータベースである Gale OneFile（旧 Infotrac）や、各種のオンライン・データベースが、多くの図書館によって利用契約されていることで知られており、また、特に宗教、歴史、社会科学の分野における、何巻にも及ぶレファレンス文献によっても知られている。
1954年に、フレデリック・ゲイル・ラフナー・ジュニアにより、ミシガン州デトロイトで始められたこの会社は、1985年にインターナショナル・トムソン・オルガナイゼーション（後のトムソン・コーポレーション）が取得し、さらに2007年にセンゲージへ売却された。

## 沿革

トムソン・コーポレーションが所有していた時期のロゴ。

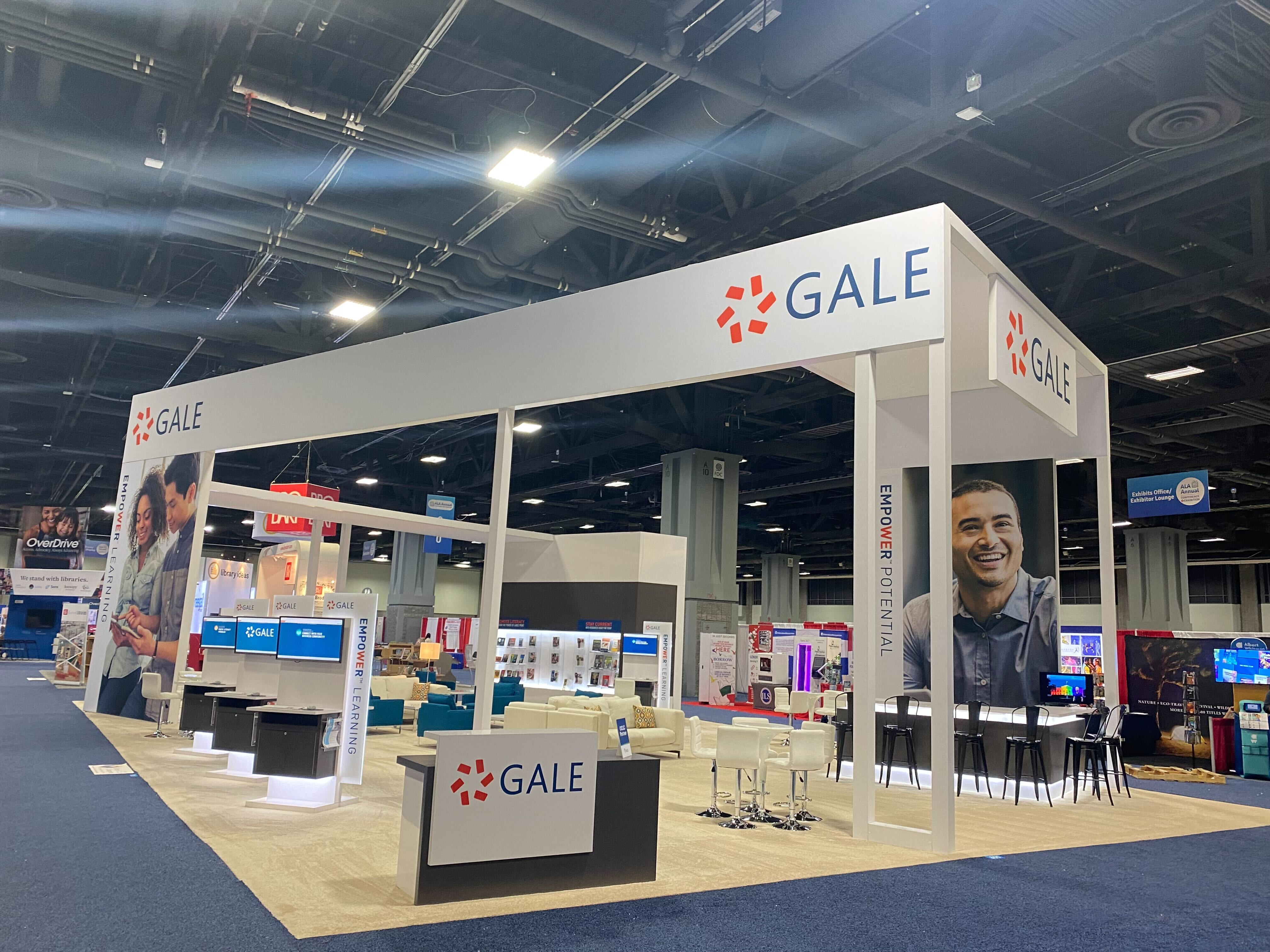
アメリカ図書館協会 (ALA) の見本市におけるゲイルのブース。

1998年、ゲイル・リサーチは、いずれもトムソンの傘下にあった、インフォメーション・アクセス・カンパニー (Information Access Company) とプライマリー・ソース・メディア (Primary Source Media) の2社と合併し、ゲイル・グループ (Gale Group) となった。これに先立って、トムソンは『InfoTrac』を刊行していたインフォメーション・アクセス・カンパニーを1995年に取得し、さらに以前にはプライマリー・ソース・メディア（旧名はリサーチ・パブリケーションズ (Research Publications)）を1979年に取得していた。
1999年、トムソン・ゲイルは、スクリブナーズ・レファレンス、ソーンダイク・プレス (Thorndike Press)、シルマー (Schirmer)、トウェイン (Twayne)、G・K・ホールなどを傘下に含む、マクミラン・ライブラリー・レファレンス (Macmillan Library Reference) をピアソンから買い取ったが、これは前年の1998年にピアソンがサイモン&シュスターから買収したばかりのものであり、その元をたどれば1994年にサイモン&シュスターがアメリカ合衆国のマクミラン・インクを買ったのが発端だった。2000年にトムソン・ゲイルは、ミュンヘンを拠点とするK・G・サウア書店を取得したが、2006年にはこれをヴァルター・デ・グルイターに売却した。
2006年10月25日、トムソン・コーポレーション (Thomson Corporation) は、トムソン・ラーニング (Thomson Learning) 部門を全面的に売却したいという意向を表明したが、トムソンのCEOであるリチャード・ハリントン (Richard Harrington) によれば、その理由は「われわれの長期的戦略構想の中に適合しない (it does not fit with our long-term strategic vision)」ということであった。トムソンとしては、この売却は50億ドルほどにはなるだろうと期待していた。トムソン・ラーニングを買ったのは、エイパックス・パートナーズとOMERSキャピタル・パートナーズ (OMERS Capital Partners) が組んだ非公開コンソーシアムであり、77.5億ドルが支払われ、トムソン・ラーニングは社名を変更して、2007年7月24日からはセンゲージラーニングとなった。
2007年10月22日から、パトリック・C・ソマーズ (Patrick C. Sommers) がゲイルの社長を務めていたが、彼は2010年に引退した。

## 製品
ゲイルが扱っている製品は数百を超える多岐にわたるが、例えば、Gale Academic OneFile、Biography and Genealogy Master Index、General OneFile、General Reference Center、Sabin Americana（ジョセフ・サビンの『Bibliotheca Americana』を基に構築したもの）、World History Collection などがある。
ゲイルが、印刷物として刊行しているレファレンス資料のブランドには、Primary Source Media、Scholarly Resources Inc.、Schirmer Reference、St. James Press、The TAFT Group、Twayne Publishers などがある。Five Star Publishing は、ゲイルがフィクション作品を刊行する名義であり、西部劇、恋愛小説、ミステリ、サイエンス・フィクション、ファンタジーなどのジャンルで、何百点もの作品が刊行されている。ゲイルは、K-12（幼稚園児から高校生までの未成年）市場への売り込みもしており、U·X·Lを含め、いくつかの印刷物を刊行している。ゲイルはまた、大型本を扱うクリスチャン・ラージ・プリント (Christian Large Print) と ウィーラー・パブリッシング (Wheeler Publishing) も所有している。

### ゲイルが所有するサイト、サービス
- Gale Directory Library (Archived 2017-09-30 at the Wayback Machine.) – デジタル・プラットフォームにおける何十点もの印刷ディレクトリ
- Books & Authors – フィクション、ノンフィクションの書籍タイトルのデータベース